# 2001年夏季聽障奧林匹克運動會
第十九屆夏季聽障奧林匹克運動會（The 19th Summer Deaflympics）是於2001年7月22日至8月1日由義大利羅馬主辦的聽障奧林匹克運動會，也是聽奧更名後第一屆夏季聽奧會。

## 競賽項目
| - 田徑 - 羽球 - 籃球 - 保齡球 |  | - 公路自由車 - 足球 - 手球 - 定向運動 |  | - 射擊 - 游泳 - 桌球 - 網球 |  | - 室內排球 - 水球 - 角力自由式 - 角力希臘-羅馬式 |  |

## 參賽國家和地區
| - 阿尔及利亚 - 阿根廷 - 亞美尼亞 - 奥地利 - 白俄羅斯 - 比利时 - 巴西 - 保加利亚 - 加拿大 - 中国 - 古巴 - 賽普勒斯 |  | - 捷克 - 丹麦 - 爱沙尼亚 - 芬兰 - 法國 - 德国 - 英国 - 希腊 - 香港 - 匈牙利 - 印度 - 伊朗 - 爱尔兰 - 以色列 - 義大利 - 日本 |  | - 拉脫維亞 - 立陶宛 - 澳門 - 北馬其頓 - 马来西亚 - 馬爾他 - 墨西哥 - 摩尔多瓦 - 蒙古国 - 荷蘭 - 挪威 - 巴基斯坦 - 波蘭 - 葡萄牙 - 羅馬尼亞 |  | - 俄羅斯 - 沙烏地阿拉伯 - 新加坡 - 斯洛伐克 - 斯洛維尼亞 - 南非 - 西班牙 - 瑞典 - 瑞士 - 土耳其 - 中華臺北 - 乌克兰 - 美国 - 乌拉圭 - 委內瑞拉 - 南斯拉夫 |  |

## 外部連結
- 聽障奧林匹克運動會官方網站（页面存档备份，存于）（英文）